# Восстание Линь Шуанвэня
Восстание Линь Шуанвэня (кит. трад. 林爽文事件, 1787—1788) — эпизод истории Тайваня.

## Предпосылки
Во время завоевания Китая маньчжурами остров Тайвань оставался последним оплотом сопротивления захватчикам, и даже после включения Тайваня в состав Цинской империи там постоянно вспыхивали восстания.
В Цинской империи Тайвань вошёл в состав провинции Фуцзянь. В XVIII веке в этой провинции распространилось тайное «Общество Неба и Земли». Линь Шуанвэнь, который был главой сельской дружины самообороны, создал ячейку этого общества в северной части Тайваня. Вскоре эта организация пустила глубокие корни во всех населённых китайцами районах острова.

## Ход событий
В конце 1780-х годов из-за тяжёлого налогового гнёта и произвола чиновников обстановка на Тайване обострилась. В 1787 году против штаб-квартиры Линь Шуанвэня был послан карательный отряд, но был разгромлен повстанцами. После этого восставшие перешли в наступление и захватили ряд административных центров.
После этого «Общество Неба и Земли» организовало вооружённое выступление и на юге острова, где восстание возглавил деревенский богач Чжуан Датянь. В руках повстанцев в итоге оказалась почти вся западная часть Тайваня, Линь Шуанвэнь был провозглашён правителем, а Чжуан Датянь — главнокомандующим. Повстанцы создали свой государственный аппарат, состоявший из членов тайного общества, провозгласили восстановление порядков и обычаев династии Мин. Однако они не смогли взять главный город — Тайнань. Когда с материка прибыло два отряда карателей, повстанцы сняли осаду Тайнаня и, отступив вглубь острова, стали укреплять свои силы. Линь Шуанвэнь, раздав отнятые у богачей средства, сумел смягчить межземляческую вражду, расширив и сплотив восставших.
Укрепив силы, повстанцы перешли в наступление и вновь осадили Тайнань и Чжуло, но взять их не смогли. Тем временем на Тайвань было направлено с материка десятитысячное войско во главе с наместником Минчжэ (наместничество, объединявшее провинции Фуцзянь и Чжэцзян) Чанцином. Постоянный приток подкреплений привёл к тому, что в конце 1787 года на острове действовала уже 100-тысячная армия из «знамённых» частей и отборных войск семи провинций; возглавил её Фуканъань.
Потерпев ряд неудач на подступах к Чжуло, группировка Линь Шуанвэня отступила на север, а в начале 1788 года была окружена и разгромлена. Линь Шуанвэнь с двумя тысячами бойцов вырвался из окружения и ушёл в горы, но вскоре был схвачен, отправлен в клетке в Пекин и там казнён.
Победив на севере, Фуканъань начал наступление на группировку Чжуан Датяня. Она отступила на южную оконечность острова, была блокирована с суши и моря, а затем разгромлена. Чжуан Датяня постигла участь Линь Шуанвэня.
После разгрома основных повстанческих группировок цинские войска занялись истреблением мелких разрозненных отрядов повстанцев, отступивших в горные районы.

## Итоги и последствия
Ради укрепления положения на Тайване маньчжуры в 1782 году специально внесли в уголовный кодекс империи «Дацин люйли» строжайший запрет на деятельность «Общества Неба и Земли». Принадлежность к нему стала караться смертной казнью или пожизненной ссылкой.